# Jonas Duveborn
Nils Jonas Duveborn, född 18 april 1965, är jurist och journalist, och var politisk redaktör på liberala Kristianstadsbladet 2003-2013.
Den 8/3 2013 kom beskedet att Kristianstadsbladet och Duveborn går skilda vägar. Bakgrunden var att företagsledningen och Duveborn hade olika syn på hur opinionsbildningen skulle organiseras.
Numera arbetar Duveborn som kanslichef för Moderaterna i Region Skåne med samordningsansvar för Allians för Skåne.
Duveborn har efter jur kand i Lund 1991 arbetat som byrådirektör på Invandrarverket och efter journalistutbildning i Lund 1996 varit anställd på Kvällsposten och Sydsvenskan som nyhetsreporter. Han var ledarskribent på Sydsvenskan 2000-2003. Sedan 2006 är Duveborn ordförande för Sveriges vänsterpressförening, då han efterträdde Anders Wettergren. Han har gjort sig känd som en stark motståndare till FRA-lagen, och som en stark anhängare av Ipred och motståndare till anonymitet på internet. Han har bevakat Almedalsveckan för Kristianstadbladets räkning.